# László Bodor
László Bodor (Budapeste, 17 de agosto de 1933) é um ex-futebolista húngaro, que atuava como defensor.

## Carreira
László Bodor fez parte do elenco da Seleção Húngara na Copa do Mundo de 1962.

## Ligações Externas
- Perfil em Fifa.com (em inglês)